# シマンテック ゴースト
シマンテック ゴースト(Symantec Ghost)とは、ブロードコムが提供するソフトウェアである。
主な機能として、PC内のデータをバックアップしたり他のPCにリストア（リカバリー）する機能を持つである。ここでいうリストアとは、作成したイメージをPCに流し込む作業のことである。
主に企業で利用され、ハブを経由して複数のPCに接続すれば、システム面からデータ領域までハード面以外全く同じPCを複数作成することができる。また一部の大手PCメーカーのノートパソコンに付属するバックアップディスク（使用メディアはCD-ROM、もしくはDVD-ROMが用いられている）などの作成に利用されることも多い。
かつてはシマンテックから個人向けソフトウェアとして「ノートン ゴースト」として販売されていたが既に終売している。またブロードコムでは、上記機能の他に複数の機能を加えた「シマンテック ゴースト ソリューションスイート（Symantec Ghost Solution Suite）」として販売されている。

## 機能
イメージの作成と復元が主である。ここでいうイメージとは、PCのバックアップデータを.gho形式に変換されたデータであり、イメージの作成とはこのバックアップデータを.gho形式で他のPCにリストアできる状態にすることである。

### イメージの作成
対象PCのHDD内部に保存する方法、CDに直接作成する方法、ネットワークを介して遠距離のPCにイメージを作成する方法がある。逆に、遠距離のPCイメージを自分の持っているPCのHDDに作成することも可能である。
しかしWANやLANを介してイメージを作成する場合、別途フロッピーディスクが2枚と、サーバ側（イメージを取り込む側のPC）とクライアント側（イメージを吸い出す側）の両方に物理的に操作する人間が必要であるため、ネットワーク上の他人のイメージを無断で取り込むことは不可能である。

### リストア作業（イメージの復元）
リストアとは、主にデータのバックアップを元の場所に戻す作業のことをいう。ここでは、.gho形式化したバックアップデータを復元し、イメージの作成時と全く同じ状態にする作業である。
リストア方法には、リストア対象のPCに入っているイメージを復元させる方法と、ゴーストで作成したCDによる復元、ネットワークを介した復元がある。CDを使用してのイメージ復元には、ゴーストで吸い出したデータを直接CDへ書き込んだ場合と、普通に吸い出したイメージを後でCDへ書き込む場合で操作が異なる。作成と同じようにWANやLANを介して復元することも可能だが、それぞれに目的を理解した、物理的に作業のできる人物が必要である。また、他のユーザに無断でイメージのリストアをすることもできない。

### ブートディスク作成
作成・復元に必要なブートディスクの作成のための機能。ちなみにブートディスクとは、ゴーストを起動させるためのもので、OSのインストールディスクと使用方法が若干似通ったところがある。
イメージを作成したいPC自身にイメージを取り込むこともできるが、そのためにもブートディスクは必要である。というよりすべての作業にブートディスクは必要である。ネットワークを介した作業のためのブートディスク作成ウィザードも存在するが、それはLAN接続を前提にしたものである。クロスケーブルでの接続や、ハブを介した接続等である。また、一つのサーバから複数のクライアントにリストアする際には、ブートディスクはコピーのものではいけない。まず、フロッピー自体にIPアドレスを設定する項目があり、また機種にあわせたネットワークドライバーを適用する必要があるため、ブートディスクは一つ一つ設定しながら作成しなくてはならない。

### スパン分割
イメージデータとは、そのPCのOSデータと、そのPCユーザーがハードディスク内に保存したデータすべてを指す。つまり、たいていの場合容量は1GByteを超える。それがエンジニアの仕事に使われているのなら尚のことデータは大きくなる。そのデータをメディアに焼くためにデータを切り分けたりすることを「スパン分割」という。例えば長期の出向や出張で、デスクトップPCしかないとき、出向先のPCを一台使えるのであれば、CD-RメディアおよびDVD-RメディアをもっていくだけでそのPCをまるごと持っていけることになるので送料や労力の削減となり非常に有用である。スパン分割をするには、保存したイメージを、ghostエクスプローラーで開き、ツールバーの表示からオプションを開き、スパン分割点（MByte単位）で任意の数字を書き込むと、そのとおりに切られる。しかし、多少の誤差が起こりうるので、小さめの分割が好ましい。このとき必要となる物は、ゴーストを焼いたCD-RおよびDVD-Rメディア、ゴーストブートウィザードの標準ゴーストブートディスクで作成したブート用フロッピーディスク2枚である。

### その他
Symantec Ghost Solution Suiteで提供されているその他の機能は下記の通り。
- インベントリ管理（ネットワーク上に接続されているPCの情報を収集）
- データの消去